# 1995年のFIAツーリングカーワールドカップ
1995年の世界ツーリングカーカップはフランスのポール・リカール・サーキットにて行われ、アウディのフランク・ビエラが優勝した。

## エントリー
|    | ドライバー                   | 使用車両                 | 参加シリーズ                           |
| -- | ---------------------------- | ------------------------ | -------------------------------------- |
| 1  | ローランド・アッシュ         | フォード・モンデオ       | ドイツ・スーパーツーリングカー選手権   |
| 2  | ヴァクラヴ・ベルビッド       | BMW・318i                | チェコツーリングカー選手権             |
| 3  | フランク・ビエラ             | アウディ・A4             | ドイツ・スーパーツーリングカー選手権   |
| 4  | ティエリー・ブーツェン       | フォード・モンデオ       | ドイツ・スーパーツーリングカー選手権   |
| 5  | デビッド・ブラバム           | BMW・318i                | イギリスツーリングカー選手権           |
| 6  | マイケル・ブリッグス         | オペル・ベクトラ         | イギリスツーリングカー選手権           |
| 7  | ケルヴィン・バート           | フォード・モンデオ       | イギリスツーリングカー選手権           |
| 8  | ミロス・バイチ               | BMW・318                 | ドイツ・スーパーツーリングカー選手権   |
| 9  | リナルド・カッペロ           | アウディ・A4             | イタリア・スーパーツーリングカー選手権 |
| 10 | ジョニー・チェコット         | BMW・318                 | イギリスツーリングカー選手権           |
| 11 | ジョン・クレランド           | ボクスホール・キャバリエ | イギリスツーリングカー選手権           |
| 12 | ロベルト・コルチアゴ         | オペル・ベクトラ         | イタリアスーパーツーリングカー選手権   |
| 13 | アラン・クーディニ           | オペル・ベクトラ         | フランススーパーツーリングカー選手権   |
| 14 | アルミン・ハーネ             | ホンダ・アコード         | ドイツスーパーツーリングカー選手権     |
| 15 | ティム・ハーベイ             | ボルボ・850              | イギリスツーリングカー選手権           |
| 16 | ジョニー・ハウザー           | フォード・モンデオ       | ドイツ・スーパーツーリングカー選手権   |
| 17 | エリック・エラリー           | オペル・ベクトラ         | フランススーパーツーリングカー選手権   |
| 18 | ウィル・ホイ                 | ルノー・ラグナ           | イギリスツーリングカー選手権           |
| 19 | ジョセフ・コペッキー         | フォード・モンデオ       | チェコツーリングカー選手権             |
| 20 | ピーター・コックス           | BMW・318                 | ドイツスーパーツーリングカー選手権     |
| 21 | オタカー・クラムスキー       | BMW・318                 | チェコツーリングカー選手権             |
| 22 | デイビッド・レズリー         | ホンダ・アコード         | イギリスツーリングカー選手権           |
| 23 | サッシャ・マーセン           | 日産・プリメーラ         | ドイツスーパーツーリングカー選手権     |
| 24 | アラン・メニュ               | ルノー・ラグナ           | イギリスツーリングカー選手権           |
| 25 | ジョセフ・ミチェル           | BMW・318                 | チェコツーリングカー選手権             |
| 26 | イヴァン・ミュラー           | BMW・318                 | フランススーパーツーリングカー選手権   |
| 27 | エマニュエル・ナスペティ     | BMW・318                 | イタリアツーリングカー選手権           |
| 28 | マット・ニール               | フォード・モンデオ       | イギリスツーリングカー選手権           |
| 29 | クラウス・ニーズビーズ       | ホンダ・アコード         | ドイツスーパーツーリングカー選手権     |
| 30 | ルイス・ペレス＝サラ         | 日産・プリメーラ         | スペインツーリングカー選手権           |
| 31 | エマニュエル・ピロ           | アウディ・A4             | イタリアツーリングカー選手権           |
| 32 | ポール・ラディシッチ         | フォード・モンデオ       | イギリスツーリングカー選手権           |
| 33 | ロベルト・ラヴァーリア       | BMW・318                 | ドイツスーパーツーリングカー選手権     |
| 34 | アンソニー・レイド           | オペル・ベクトラ         | 全日本ツーリングカー選手権             |
| 35 | リカルド・リデル             | ボルボ・850              | イギリスツーリングカー選手権           |
| 36 | スティーブ・ソパー           | BMW・318                 | 全日本ツーリングカー選手権             |
| 37 | ハンス＝ヨアヒム・スタック   | アウディ・A4             | ドイツスーパーツーリングカー選手権     |
| 38 | ガブリエル・タルキーニ       | アルファロメオ・155      | イギリスツーリングカー選手権           |
| 39 | エリック・ヴァン・デ・ポール | 日産・プリメーラ         | スペインツーリングカー選手権           |
| 40 | ヨアヒム・ヴィンケルホック   | BMW・318                 | ドイツスーパーツーリングカー選手権     |